# Leo Reuss
Leo Reuss (* 30. März 1891 in Dolyna, Galizien, Österreich-Ungarn, als Leo Moritz Reiss; † 1. April 1946 in Manila, Philippinen) (auch Leo Johann Reiss nach dem Eintrag bei Filmportal.de) war ein österreichischer Schauspieler und Regisseur. Nach seiner Auswanderung nach Hollywood anglisierte er seinen Namen zu Lionel Royce.

## Leben
Leo Reuss wuchs als Sohn eines Tierarztes in Wien auf. Gegen den Willen des Vaters besuchte er die Akademie für Musik und darstellende Kunst in Wien und war dann Soldat im Ersten Weltkrieg. 1919 erhielt er seine ersten Engagements an privaten Wiener Bühnen und ging 1921 an die Hamburger Kammerspiele zu Erich Ziegel. 1923 kam er ans Staatstheater Berlin zu Leopold Jessner. Später spielte er, zusammen mit seiner damaligen Lebensgefährtin Agnes Straub, vor allem an der Volksbühne und am Theater am Schiffbauerdamm. Die letzten Berliner Jahre leitete er das Agnes-Straub-Theater (im Theater am Kurfürstendamm), bis er Ende 1934 von den Nationalsozialisten als Jude Arbeitsverbot erhielt.
1935 musste Leo Reuss vor den Nationalsozialisten fliehen. Er emigrierte erst nach Österreich, doch dort fand er keine Arbeit. Schließlich verschwand er, und es wurde gesagt, er sei nach Amerika gegangen. Einige Zeit später (im Sommer 1936) gab er sich bei Max Reinhardt in Salzburg als Tiroler Bauer namens Kaspar Brandhofer aus, der unbedingt zum Theater wollte.
Da der „Bauer“ ihm sehr begabt schien, schickte ihn Reinhardt mit ein paar Empfehlungsschreiben nach Wien, wo die dortigen Intendanten den Laien gleich viel interessanter fanden als die emigrierten und in Wien nach Arbeit suchenden gelernten Schauspieler.
Der „Bauer“ wurde dann vom Direktor Ernst Lothar an das Theater in der Josefstadt engagiert. Hier spielte er mit großem Erfolg unter der Regie von Hans Thimig in Lothars Bearbeitung der Novelle „Fräulein Else“ von Arthur Schnitzler. Nach der erfolgreichen Premiere im Jahr 1936 gab es äußerst positive Kritiken in den Zeitungen. Vor allem die rechtslastige Presse fand große Genugtuung darin, dass ein Tiroler als neues Schauspieltalent entdeckt wurde. So schrieb etwa die Reichspost: „Die Sensation des Abends [...]: Kaspar Brandhofer. Er kommt mit kraftvoll wuchtigen Schritten unmittelbar aus den Tiroler oder Salzburger Bergen auf die Bühne [...]. In der Rolle freilich, die seine erste ist, kann er nichts mitbringen von der reinen Luft seiner Heimatberge.“ (Friedrich Torberg zitiert diese Kritik 1966 in seinem Essay über Reuss Tiroler Reis-Auflauf, enthalten in Die Erben der Tante Jolesch, ungenau verkürzend als „Endlich einmal wehte von der Bühne reine Tiroler Bergluft“.)
Nach Erscheinen der Premierenkritiken gab er seine wahre Identität preis. Reuss fand keine Anerkennung hierfür, Ernst Lothar zeigte ihn gar wegen Betruges und Urkundenfälschung an. Da nun kein „Tiroler Naturtalent“ mehr, fand sich Reuss in derselben Situation wie vor der Tarnaktion: keine Rollenangebote. 1937 wanderte Reuss in die USA aus. Er spielte dort in rund 45 Filmen unter dem Namen Lionel Royce vor allem kleinere, gelegentlich aber auch größere Nebenrollen.
Leo Reuss war dreimal verheiratet und hatte aus diesen Ehen vier Kinder. Einer seiner Enkel ist der US-amerikanische Maler Peter Lodato (* 1946). Der Schauspieler starb überraschend im Alter von 55 Jahren am 1. April 1946 in Manila an einem Herzinfarkt, wo er sich aufhielt, weil er gerade Mitglied einer USO-Truppenunterhaltung war.
Das Leben und vor allem die absurde Emigrationsgeschichte von Leo Reuss wurde Gegenstand verschiedener Biographien und eines Theaterstücks (siehe Literatur). Ein Verfilmungsvorhaben in Hollywood bereits zu seinen Lebzeiten wurde nie realisiert.

## Filmografie
| - 1923: I.N.R.I. - 1930: Die Jagd nach dem Glück - 1930: Flachsmann als Erzieher - 1931: 1914, die letzten Tage vor dem Weltbrand - 1931/32: Der Aufstand der Fischer (unvollendete deutsche Fassung des deutsch-sowjetischen Filmprojekts, 1932 abgebrochen) - 1938: Marie-Antoinette (Marie Antoinette) - 1938: What Price Safety! - 1938: The Wrong Way Out (Kurzfilm) - 1939: Ich war ein Spion der Nazis (Confessions of a Nazi Spy) - 1939: Conspiracy - 1939: Geheimagenten (Espionage Agent) - 1939: Pack Up Your Troubles - 1939: Rivalen (Let Freedom Ring) - 1939: Nurse Edith Cavell - 1939: 6000 Enemies - 1939: Broadway Serenade - 1940: Charley Chan in Panama - 1940: Four Sons - 1940: Victory - 1940: The Man I Married - 1940: Die Stunde der Vergeltung (The Son of Monte Christo) - 1941: So Ends Our Night - 1941: South of Panama - 1941: Der Weg nach Sansibar (Road to Zanzibar) - 1941: Underground | - 1942: The Lady has Plans - 1942: Geliebte Spionin (My Favorite Blonde) - 1942: Unseen Enemy - 1942: My Favorite Spy - 1942: Berlin Correspondent - 1942: Half Way to Shanghai - 1942: Es waren einmal Flitterwochen (Once Upon a Honeymoon) - 1943: Cash Drive - 1943: Assignment in Brittany - 1943: Botschafter in Moskau (Mission to Moscow) - 1943: Don Winslow of the Coast Guard (Filmserial) - 1943: Hitler’s Madman - 1943: Secret Service in Darkest Africa (Filmserial) - 1943: Gefährliche Flitterwochen (Above Suspicion) - 1943: Heavenly Music - 1943: December 7th - 1943: Let’s Face it - 1943: The Cross of Loraine - 1944: Passport to Destiny - 1944: The Hitler Gang - 1944: Das siebte Kreuz (The Seventh Cross) - 1945: Tarzan und die Amazonen (Tarzan and the Amazons) - 1945: White Pongo - 1946: Im Geheimdienst (Cloak and Dagger) - 1946: Gilda (Gilda) |